# Borbála Tóth Harsányi
Borbála Tóth Harsányi, född den 8 augusti 1946 i Debrecen, Ungern, är en ungersk handbollsspelare.
Hon tog OS-brons i damernas turnering i samband med de olympiska handbollstävlingarna 1976 i Montréal.